# 1590年代
1590年代（せんごひゃくきゅうじゅうねんだい）は、西暦（グレゴリオ暦）1590年から1599年までの10年間を指す十年紀。

## できごと

### 1590年
- 豊臣秀吉が小田原征伐を行い日本を統一。

### 1592年
- ヴァーサ家出身のポーランド・リトアニア共和国君主ジグムント3世が、スウェーデン王に即位。
- 文禄の役（朝鮮出兵、〜1593年）。

### 1593年
- 1月10日（天正20年12月8日） - 日本、改元して文禄元年。

### 1596年
- ポーランド・リトアニア共和国でブレスト合同、ウクライナ東方カトリック教会成立。
- ポーランドが、首都をクラクフからワルシャワに遷都。
- 12月16日（文禄5年10月27日） - 日本、改元して慶長元年。

### 1597年
- 慶長の役（朝鮮出兵、〜1598年）。

### 1598年
- ナントの勅令。

### 1599年
- スウェーデンが、ポーランド・リトアニア共和国から離脱。ジグムント3世のスウェーデン王位剥奪（王位継承問題 -1660年）。